# IJssel
Yssel
Pour les articles homonymes, voir IJssel (homonymie).
Ne doit pas être confondu avec Ussel (rivière).
L'IJssel (prononciation : /ˈɛisəl/), parfois francisé en Yssel (en vieux néerlandais : Yssel ; en allemand : Issel ; bas allemand : Iessel ; latin : Isala), est une rivière néerlandaise d'une longueur d'environ 125 km. Elle est l'un des défluents du Rhin, qui se détache près de Westervoort et coule vers le nord dans le lac qui porte son nom, l'IJsselmeer.
On l'appelle aussi l'‍Yssel de Gueldre par opposition avec l'Yssel hollandais. La rivière traverse les provinces néerlandaises de la  Gueldre et de l'Overijssel.

## Géographie
Les villes principales situées le long de l'Yssel sont Zutphen, Deventer et Kampen. Zwolle est également considérée comme ville sur l'Yssel, mais elle est située sur la Zwarte Water. Parmi les petites villes historiques on peut citer Doesbourg, Bronkhorst et Hattem.
Jusqu'à Deventer, l'Yssel se situe entièrement en Gueldre. Entre Deventer et Hattem, la rivière forme la frontière entre la Gueldre et l'Overijssel, sauf quelques parties du trajet qui se trouvent entièrement dans l'Overijssel (Deventer, Olst-Wijhe) tout comme le cours inférieur à partir de Hattem. Au-delà de Kampen et IJsselmuiden, la rivière formait un petit delta, mais à part le Keteldiep (le cours principal), toutes les autres branches ont été barrées au cours des siècles.
Entre Dieren et Hattem on a creusé le canal d’Apeldoorn, qui permettait non seulement de raccourcir le trajet de l’Yssel, mais encore de relier Apeldoorn aux voies navigables. De nos jours, le canal est désaffecté.
L'Yssel a quelques affluents : le Vieil Yssel (qui représente l'ancien cours supérieur de l'Yssel), le Berkel et le Schipbeek. Le Ganzediep est une ancienne branche.

## Histoire
Historiquement, le cours supérieur de l'Yssel est formé par le Vieil IJssel et non pas par le trajet entre Westervoort et Doesbourg. Cette partie de la rivière a été creusée, probablement vers 12 av. J.-C.. En cette année, le général romain Drusus a fait relier le Rhin au Vieil Yssel par un canal appelé Fossa Drusiana. C'est ce canal qui s'est développé comme cours supérieur actuel de l'Yssel, rattachant ainsi l'Yssel au delta du Rhin. Les Romains ont creusé ce canal dans l'objectif de déplacer leur frontière du Rhin jusqu'à l'Elbe, ce en quoi ils n'ont pas réussi. Un autre objectif de la Fossa Drusiana était de relier le Rhin au Lacus Flevo (l'ancêtre de l'actuel IJsselmeer) par voie navigable.
Une des formes anciennes de l'Yssel fut Isala (apparenté à toute une famille de nom de cours d'eau en Europe, dont l'Isère, l'Yser et l'Isar). Ce nom d'Isala, tout comme la région avoisante de Salland, représente un dérivé des Francs saliens, important regroupement de tribus germaniques demeurant sur la rive droite de l'Yssel. Ces tribus faisaient un contrepoids à l'importance de l'Empire romain ; ils furent à l'origine de l'Empire carolingien. Il existe également une autre explication au nom de l'Yssel qui en fait un dérivé d'un mot latin désignant un cours d'eau.
Lorsqu'au XVe siècle 13 villes néerlandaises se ralliaient à la Hanse, l'Yssel devenait un trajet hanséatique très important.
L'Yssel a donné son nom à deux anciens départements français : les Bouches-de-l'Yssel et l'Yssel-Supérieur, ainsi qu'à la province néerlandaise d'Overijssel.

## Galerie de photos

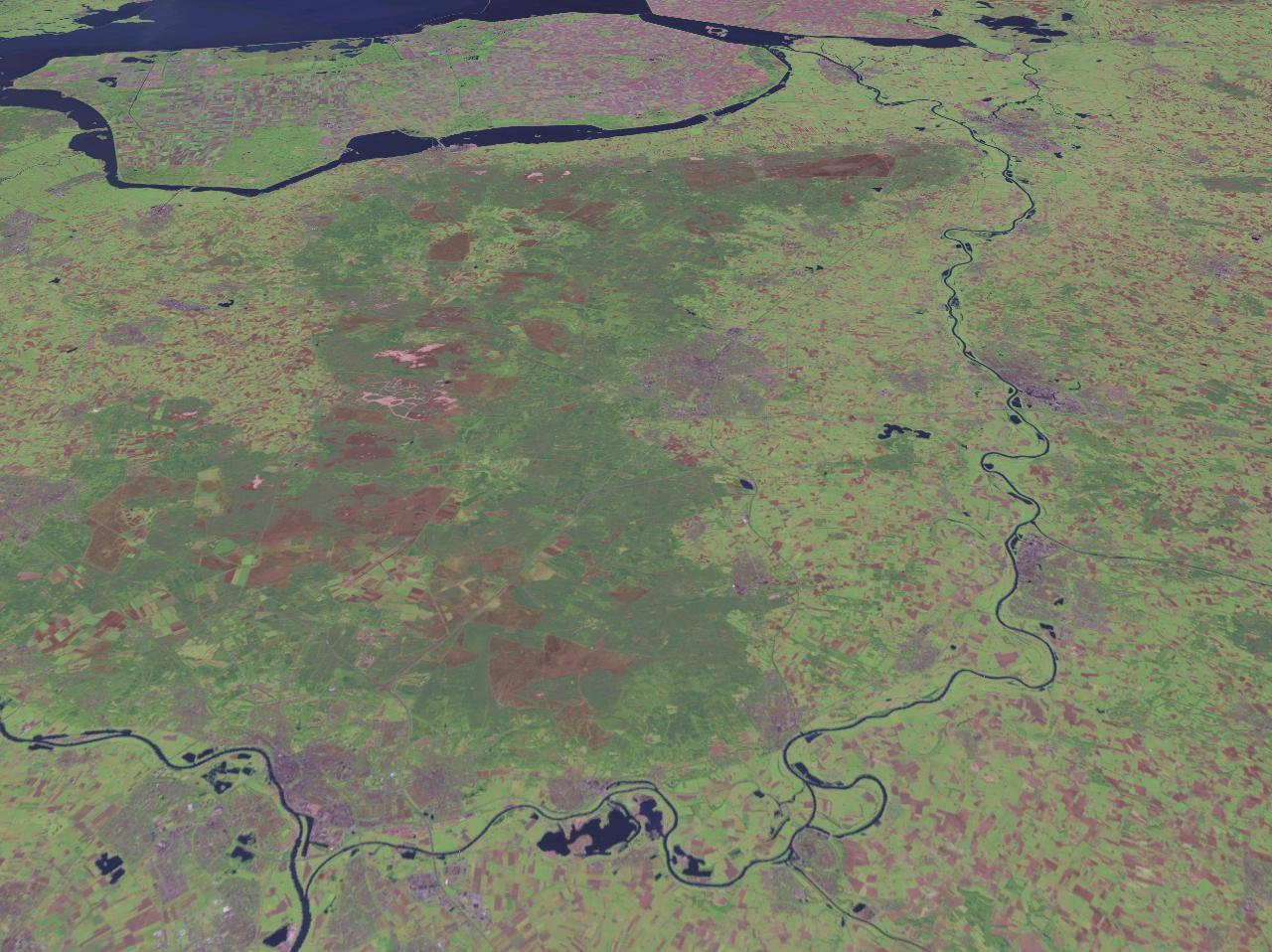
L'Yssel sur une photo satellite
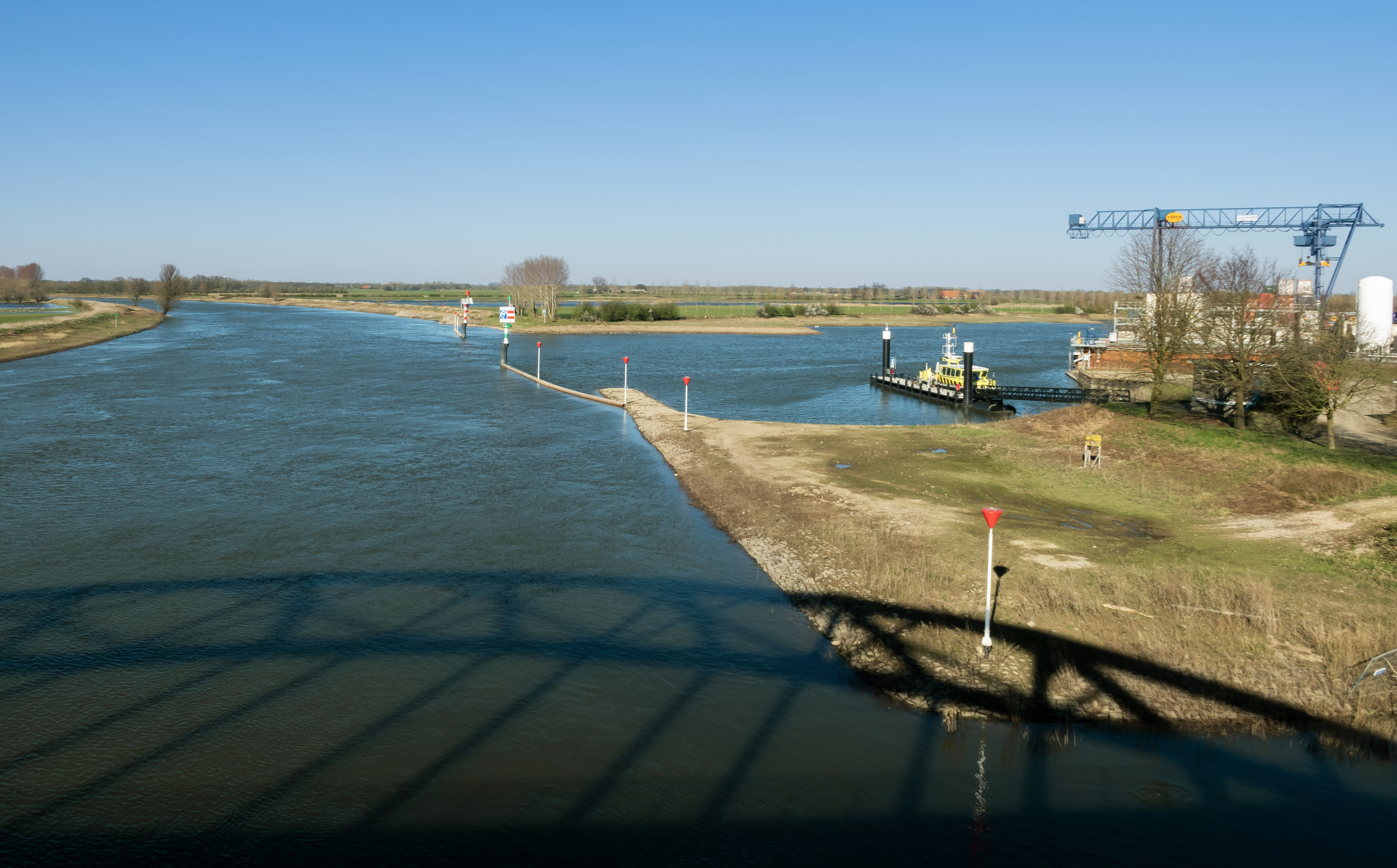
L'Yssel à Doesburg
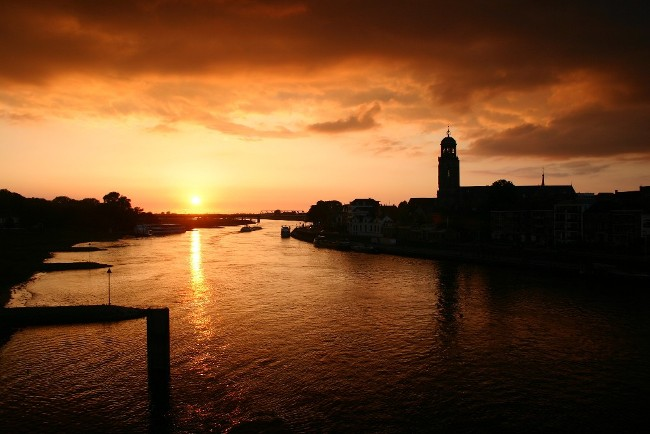
L'Yssel à Deventer, au soleil couchant
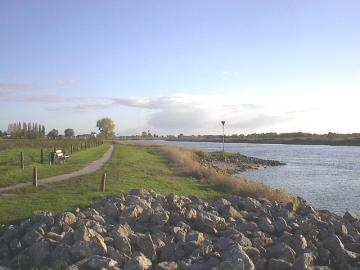
L'Yssel à Wijhe
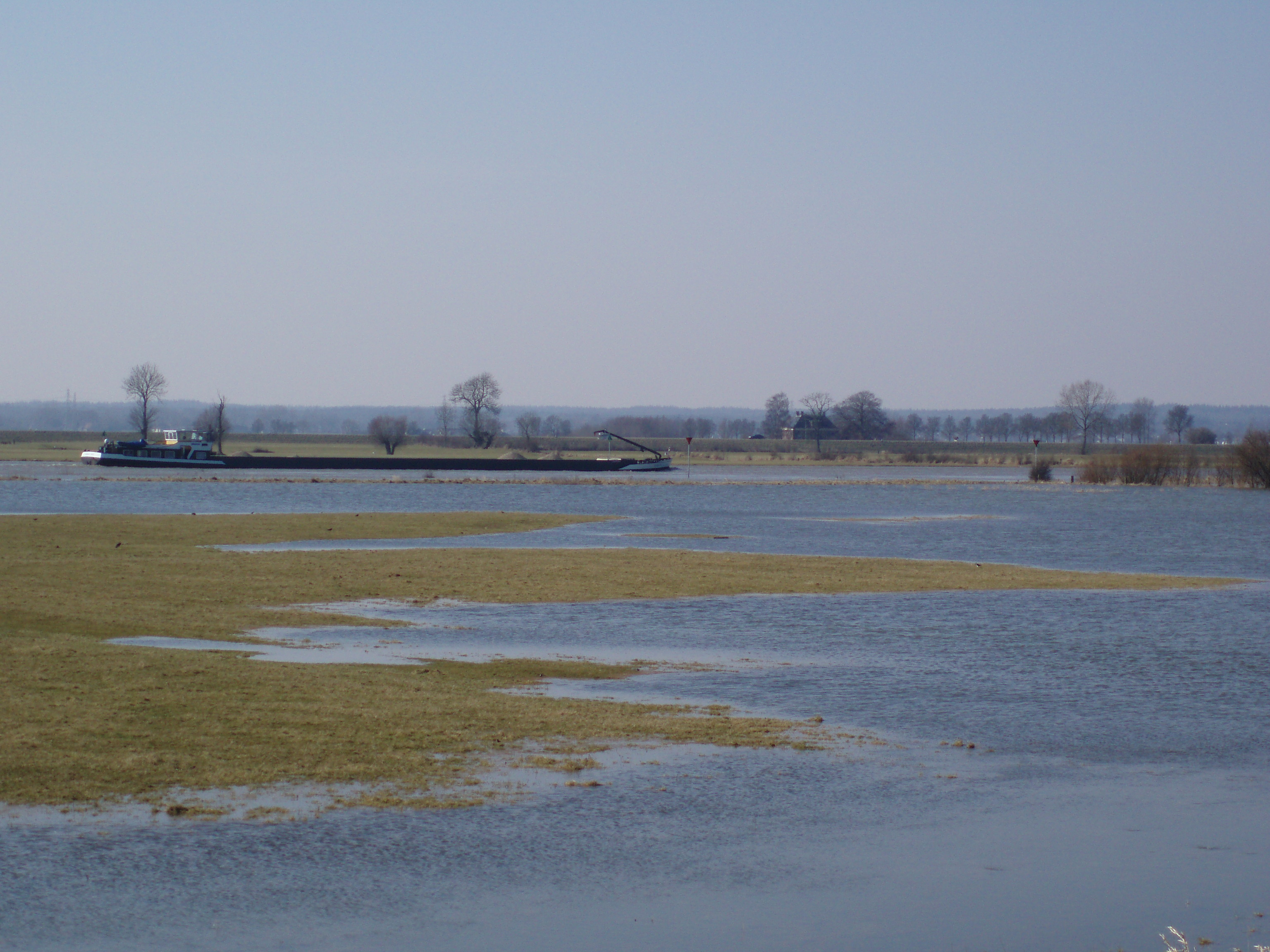
L'Yssel entre Olst et Wijhe
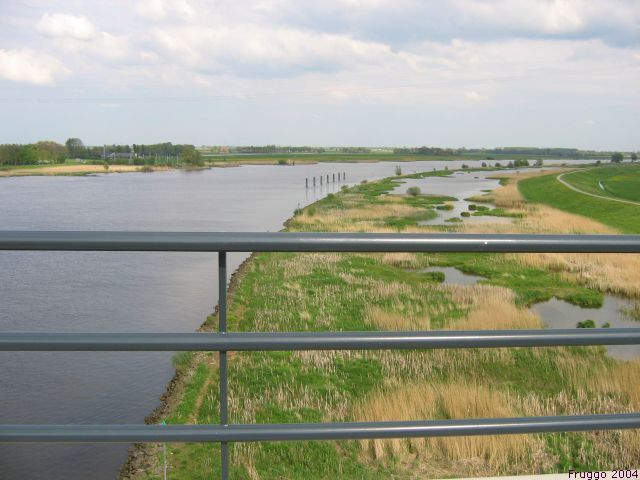
L'Yssel à Kampen

## Source
- (nl) Cet article est partiellement ou en totalité issu de l’article de Wikipédia en néerlandais intitulé « IJssel » (voir la liste des auteurs).